# روبرت لويس براون سينيور
روبرت لويس براون سينيور (بالإنجليزية: Robert Lewis Brown, Sr.)‏ هو محامي وقاضي أمريكي، ولد في 25 مايو 1892 في فيليبسبورغ في الولايات المتحدة، وتوفي في 2 أبريل 1948.